# Semnul Pastia

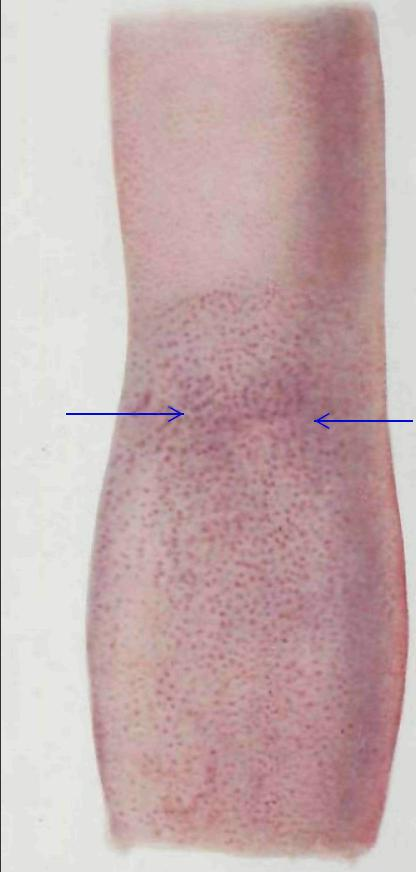
Exantemul scarlatinos pe membrul superior şi semnul Pastia (săgeţi) în plica cotului.

Semnul Pastia sau semnul Grozovici-Pastia este un aspect caracteristic patognomonic al erupției cutanate din scarlatină, la nivelul plicilor de flexiune ale membrelor, mai ales la plica cotului, dar și la încheieturile pumnului, genunchilor, sub forma unor linii hemoragice roșii, așezate transversal orizontal, acolo unde pielea lezată de toxină streptococul piogen (Streptococcus pyogenes - agentul cauzal al scarlatinei), este traumatizată prin mișcări. Se întâlnește mai rar pe abdomen, sub forma dungi hemoragice transversale. Acest semn durează și după retragerea exantemului scarlatinos și este util și pentru diagnosticul tardiv al scarlatinei, deoarece persistă câteva zile după stingerea erupției și permite astfel un diagnostic retroactiv chiar și în convalescența imediată.
Acest semn caracteristic al erupției la plicile de flexiune cu caracter hemoragic și persistent a fost descris în 1910 de 2 medici români: Calistrat Grozovici (1862-1919),  șeful secției de boli contagioase a Spitalului Colentina, împreună cu internul său Constantin Pastia (1883-1926), și este cunoscut mai ales în literatură internațională sub numele de semnul Pastia (Pastia's sign) sau liniile Pastia (Pastia lines).

## Note

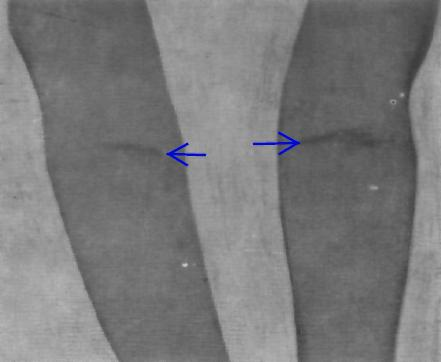
Semnul Pastia (săgeţi) în plicele cotului în scarlatină după dispariţia exantemului scarlatinos